# Ivan Pilný
Ivan Pilný, né le 6 juillet 1944 à Prague, est un homme politique tchèque membre de l'Action des citoyens mécontents (ANO 2011). Il est ministre des Finances entre le 24 mai 2017 et le 13 décembre 2017.